# YAZ 2300
Lo YAZ 2300 è un modello di autocarro militare prodotto dall'azienda olandese DAF, con trazione integrale e con capacità di trasporto di 10 tonnellate.
Gli autocarri DAF sono ben noti per il loro ruolo di mezzi commerciali, ma anche nel settore militare essi sono stati largamente impiegati. Lo YAZ 2300 è uno dei modelli più importanti, praticamente un autocarro civile adattato al ruolo militare.